# Café liégeois
Café liégeois là món tráng miệng lạnh của Bỉ được làm từ loại cà phê ngọt nhẹ, kem cà phê và kem chantilly. Cách chế biến món này là cần làm lạnh một ly lớn chứa đầy lượng cà phê ngọt cần thiết và thêm kem và chantilly ngay trước khi ăn. Hạt cà phê rang thường được nghiền nát rồi phủ trên lớp chantilly để trang trí cho món này thêm phần bắt mắt.

## Lịch sử
Trái ngược với tên gọi của món tráng miệng này, café liégeois không bắt nguồn từ hoặc xung quanh Liège, Bỉ. Ban đầu ở Pháp người ta hay gọi món này là café viennois (tiếng Pháp có nghĩa là "cà phê Viên"). Tuy vậy, trong suốt Thế chiến thứ nhất, khi nổ ra Trận Liège, kéo dài lâu hơn nhiều so với dự đoán của quân đội Đức, đã gây ra sự chậm trễ trong đà tiến công của quân Đức đối với Pháp vào năm 1914, cho phép quân Pháp tái tổ chức tốt hơn. Nhằm tôn vinh thành phố Liège vì sự kháng cự quân xâm lược Đức, và do thành phố này phải hứng chịu đạn pháo kích từ quân Áo (đồng minh của Đức trong chiến tranh), các quán cà phê ở Paris đã bắt đầu đổi tên món tráng miệng này từ café viennois thành café liégeois. Ngay tại Liège, người dân vẫn tiếp tục gọi món tráng miệng này là café viennois trong một thời gian. và trong tiếng Pháp Thụy Sĩ vẫn chỉ gọi là café viennois.

## Chuẩn bị
Café liégeois thường bao gồm hai muỗng kem cà phê và một muỗng kem vani, cùng với kem chantilly và cà phê. Một phiên bản khác của café liégeois gọi là "sô-cô-la liégeois". Trong phiên bản này, kem cà phê được thay thế bằng kem sô-cô-la.